# زكي كوركماز
زكي كوركماز (بالتركية: Zeki Korkmaz)‏ (1 سبتمبر 1988 ببينكل في تركيا - ) هو لاعب كرة قدم تركي في مركز الوسط. شارك مع منتخب تركيا تحت 19 سنة لكرة القدم ومنتخب تركيا تحت 20 سنة لكرة القدم ومنتخب تركيا تحت 21 سنة لكرة القدم. أما مع النوادي، فقد لعب مع كارسياكا ومعمورة العزيز سبور ونادي إسطنبول باشاكشهر وبينديك سبور.

## وصلات خارجية
- زكي كوركماز على موقع اتحاد تركيا (لاعب) (الإنجليزية)
- زكي كوركماز على موقع قاعدة بيانات كرة القدم.إي يو (الإنجليزية)
- زكي كوركماز على موقع Soccerway.com (الإنجليزية)
- زكي كوركماز على موقع عالم كرة القدم.نت (الإنجليزية)